# هدر استفنز
هدر استفنز (به انگلیسی: Heather Stephens) یک بازیگر آمریکایی است.

## فیلم ها

### سریال
- بی‌واچ اپیزود "Fathers and Sons"
- آنجل اپیزود "She"
- کدبانوهای وامانده اپیزود های "Anything You Can Do" و "Sunday in the Park with George"
- سی‌اس‌آی اپیزود "Still Life"
- سی‌اس‌آی: میامی اپیزود "Curse of the Coffin"
- دکتر هاوساپیزود "The Confession"
- ان‌سی‌آی‌اس اپیزود "Extreme Prejudice"

### سینمایی
- بزرگراه گمشده
- پیام‌رسانان ۲: مترسک
- دوست‌پسر دوست‌دختر من
- تامکتس
- قله دانته